# Actaeus armatus
L'atteo (Actaeus armatus) è un artropode estinto, vissuto nel Cambriano medio (circa 505 milioni di anni fa). I suoi resti fossili sono stati rinvenuti nel famoso giacimento di Burgess Shales (Canada).

## Descrizione
Conosciuto solo per un esemplare, questo artropodo lungo sei centimetri possedeva uno scudo cefalico di notevoli dimensioni, dalla forma ellittica e dotato di due occhi relativamente sviluppati posizionati in avanti. Proprio di fronte agli occhi erano presenti due appendici molto complesse: esse erano segmentate e robuste alla base, si incurvavano all'indietro e terminavano in una serie di quattro spine rivolte in avanti. Un paio di sottili proiezioni a forma di frusta, lunghe il triplo del resto delle appendici, si allungavano poi ulteriormente all'indietro. Oltre a queste complesse strutture, il capo era dotato di tre paia di comuni appendici biramate (tipiche di molti artropodi primitivi) divise in un arto ambulacrale e in una frangia piumosa con funzione di branchia. Il corpo era diviso in undici segmenti, dai cui margini inferiori probabilmente si sviluppavano solamente branchie. La coda (telson) era formata da un'unica placca allungata e di forma triangolare.

## Possibile stile di vita e parentele
È possibile che l'atteo fosse un artropodo nuotatore, che si spostava nell'acqua per mezzo delle branchie; non si conosce la funzione delle grandi appendici, ma queste strutture sono molto simili a quelle presenti in un altro organismo rinvenuto a Burgess Shales, Leanchoilia. Un altro possibile parente di questo animale era Alalcomenaeus.